# سيرجي جورجييف
سيرجي جورجييف (بالبلغارية: Сергей Георгиев)‏ هو لاعب كرة قدم بلغاري في مركز الوسط، ولد في 5 مايو 1992 في صوفيا في بلغاريا. لعب مع PFC Bansko ‏.

## وصلات خارجية
- سيرجي جورجييف على موقع قاعدة بيانات كرة القدم.إي يو (الإنجليزية)
- سيرجي جورجييف على موقع Soccerway.com (الإنجليزية)